# آباء كبادوكيون

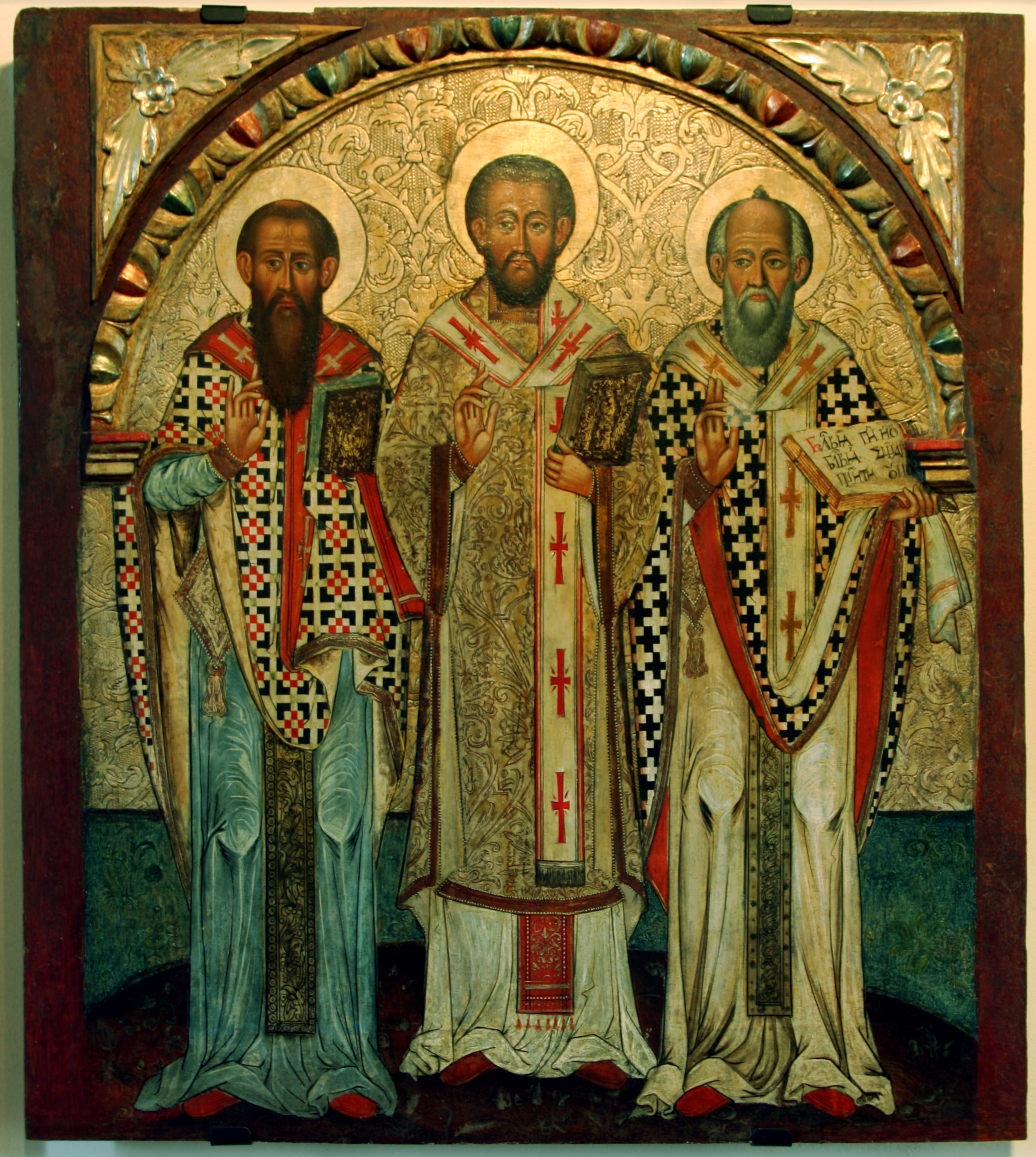
أيقونة الكهنة المقدسين: باسيليوس قيصرية (يسار)، ويوحنا فم الذهب (وسط) وغريغوريوس النزينزي (يمين).

الآباء الكبادوكيون هو مصطلح يطلق على مجموعة من آباء الكنيسة أو الشخصيات المسيحية الكبيرة التي خلفت أثراً عظيما في عقيدة وتاريخ الديانة المسيحية، والذين تعود أصولهم إلى منطقة كبادوكيا، وهي منطقة تضم على العديد من المواقع المسيحية المقدسة ذات الأهمية التاريخية والتراثية في التقاليد المسيحية.
يضم مصطلح الآباء الكبادوكيين كل من باسيليوس قيصرية (330-379) أسقف قيصرية وواحد من أهم علماء اللاهوت المسيحي. إلى جانب أخيه الأصغر غريغوريوس أسقف نيصص (332-395). وغريغوريوس النزينزي (329-389)، والذي كان رئيس أساقفة القسطنطينية. ويُعتبر غريغوريوس أكثر اللاهوتيين براعةً إلى حدٍ بعيد في أسلوبه البلاغي في العصر الآبائي.:xxi
لعب الآباء الكبادوكيين في تطوير الفلسفة المسيحية واللاهوت المسيحي المبكر، منها على سبيل المثال عقيدة الثالوث، وتضم الأعمال اللاهوتية للآباء الكبادوكيين أعمال متعلقة بالعقيدة المسيحية، والفلسفة المسيحية، والتشريعات الدينية، والقُدَّاسات، والطُّقُوس الدينية وطرق العبادة وغيرها. ويُحظى الآباء الكبادوكيين باحترام كبير في كل من الكنائس المسيحية الغربية والمسيحية الشرقية.